# Ecphylus lamellus
Ecphylus lamellus är en stekelart som beskrevs av Marsh 2002. Ecphylus lamellus ingår i släktet Ecphylus och familjen bracksteklar. Inga underarter finns listade i Catalogue of Life.